# Punzer

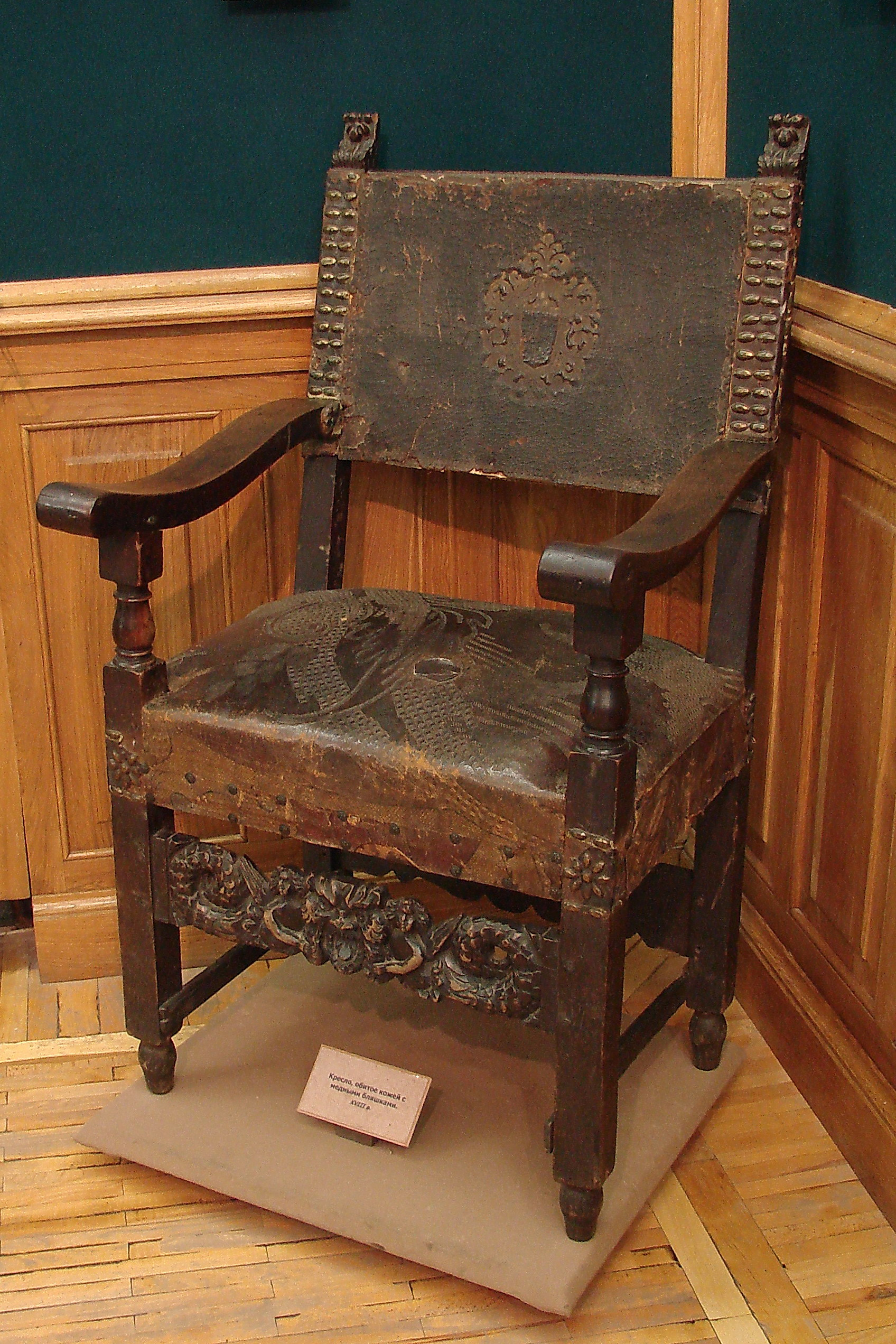
Historischer Stuhl mit punziertem Lederbezug

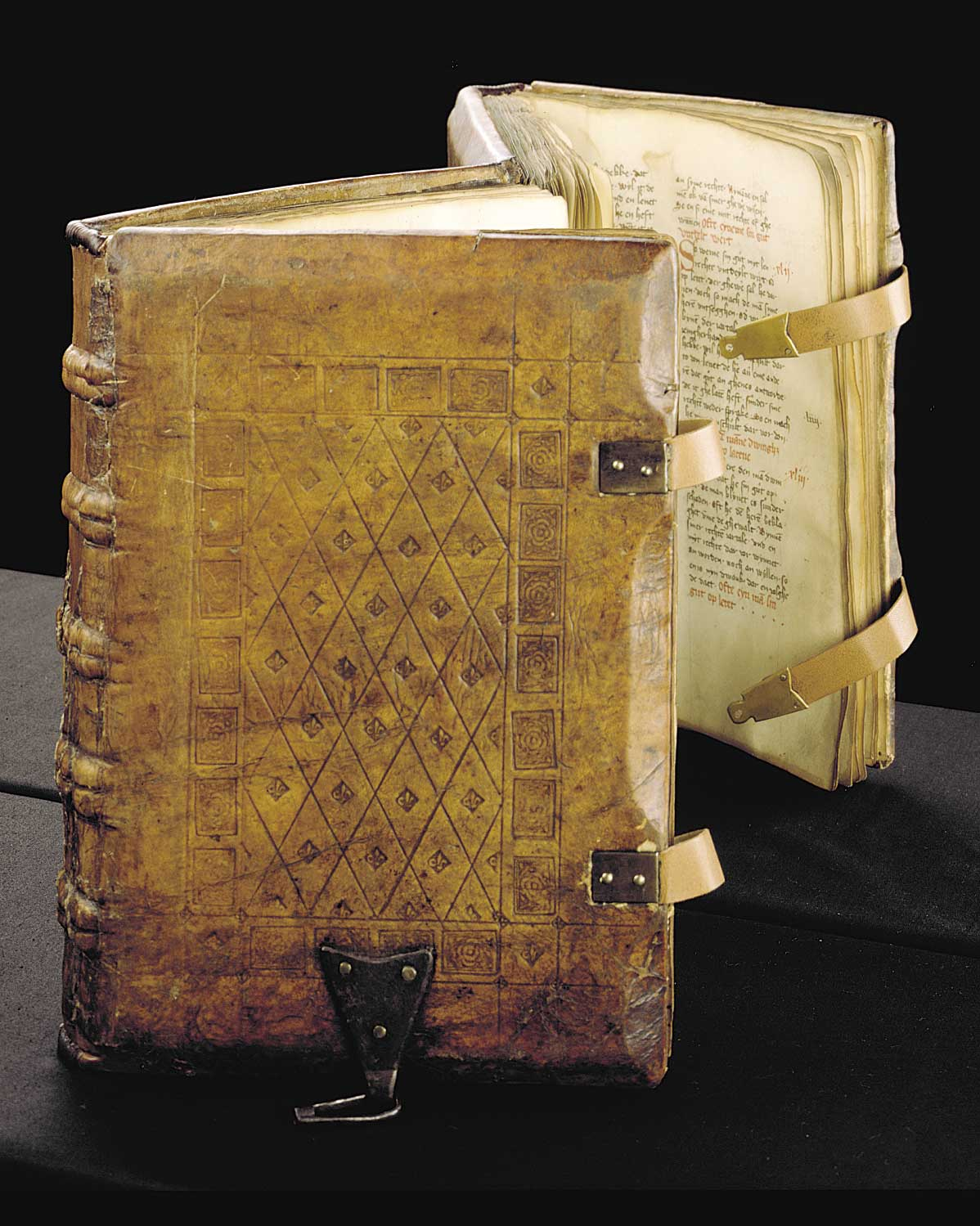
Sachsenspiegel-Handschrift (1385) mit punziertem Ledereinband

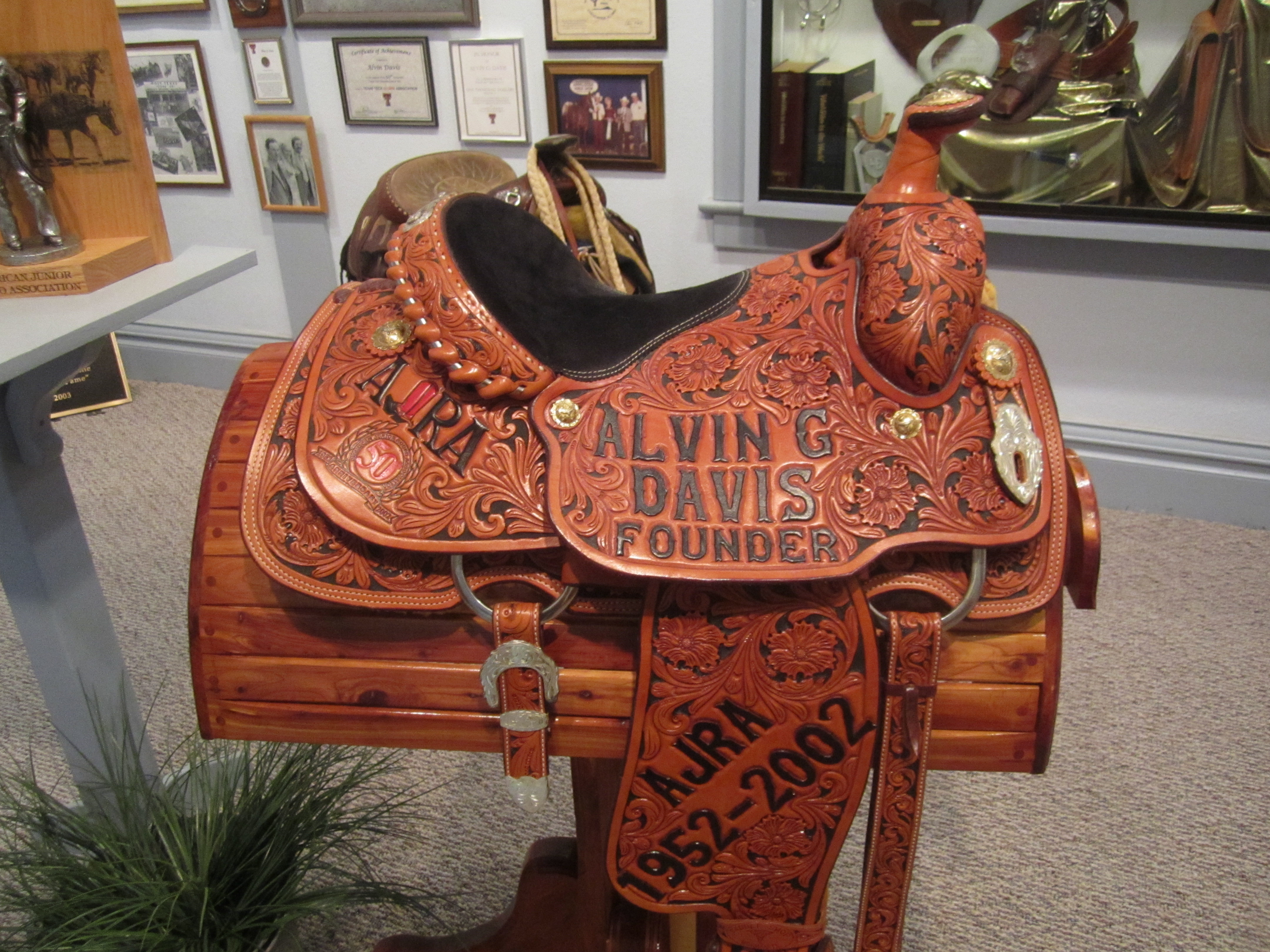
Aufwendig punzierter Westernsattel

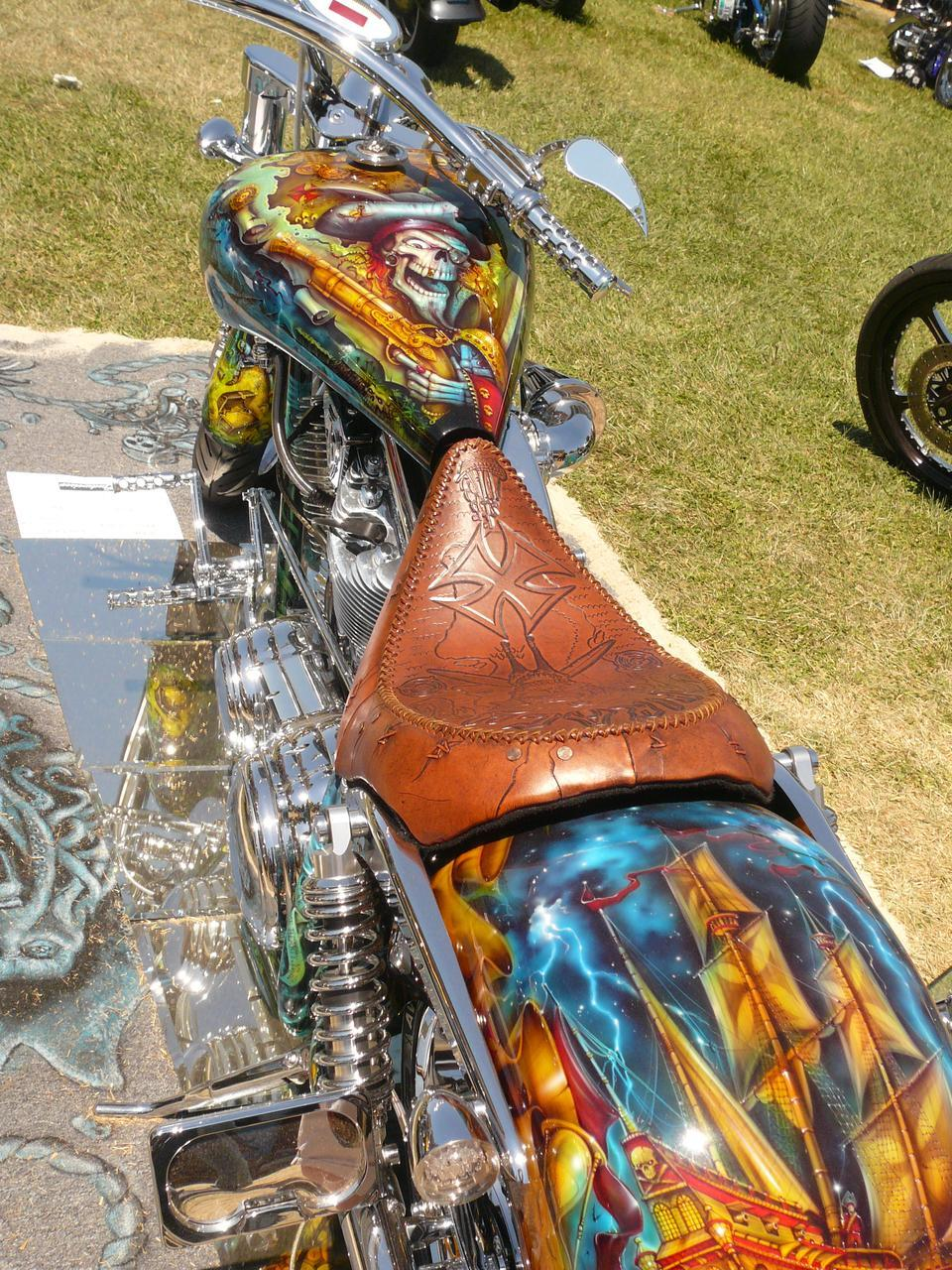
Punzierter Sattel einer Chopper (Motorrad)

Der Punzer ist die Berufsbezeichnung für einen traditionellen Kunsthandwerker des Lederhandwerkes. Er ist spezialisiert auf die Oberflächenbearbeitung und Verarbeitung von Leder. Die durch ihn in die Lederoberfläche eingeprägten und gestalteten Muster und Ornamente haben keine technische Bedeutung, sondern dienen der Verzierung und Veredelung.

## Allgemeines
Punzer ist ein in Europa nur noch sehr selten ausgeübter historischer Beruf und als Ausbildungsberuf in Deutschland nicht mehr vom Bundesinstitut für Berufsbildung aufgeführt.
Punzierungen sind außer in der Lederbearbeitung auch in der Metallbearbeitung üblich, werden dort jedoch von anderen Berufen, beispielsweise dem Goldschmied (z. B. mit Feingehaltstempeln) vorgenommen.
Das manuelle Eintreiben von Punzierungen mit Hilfe einzelner Punzen als Werkzeug ist zeitaufwendig und erfordert ein hohes Maß an Erfahrung und Geschicklichkeit. Speziell angefertigte größere Punzen werden wegen des Herstellungsaufwandes nur bei in Kleinserie zu fertigenden Stücken, beispielsweise mehrfachen Wappenprägungen genutzt.
Das Punzieren ist, außer bei kunsthandwerklichen Einzelstücken, heute durch maschinelles Prägen in Serien- und Massenfertigung abgelöst. Einer der letzten hauptberuflichen Punzer in Deutschland arbeitet in einer Hamburger Werkstatt und hat sich internationale Anerkennung erarbeitet.

## Geschichtliches
Leder gehört zu den ältesten von der Menschheit verwendeten Materialien. Schon im alten Ägyptern waren Verzierungstechniken wie Ritzen und Punzieren zur Lederverzierung gebräuchlich. Ob dafür eigene, spezielle Handwerker ausgebildet wurden, ist nicht überliefert.
Im frühen Mittelalter verbreitete sich das im Orient zur Blüte gelangte Handwerk über Nordafrika und Spanien auch in Mitteleuropa. Leder ist der überwiegende Bestandteil von Sätteln und Geschirren für Pferde. Diese haben neben der technischen oft auch eine repräsentative Bedeutung und werden daher aufwendig durch Punzierung verziert.
Viele historische Bucheinbände verwenden punziertes Leder für die Einbandgestaltung. Neben dem Punzer überzieht auch der Buchbinder, Schuber, Etuis mit punziertem Leder.
Das seit dem 13. Jahrhundert in der italienischen Tafelmalerei angewandte Punzieren zur Verzierung vergoldeter Oberflächen ist heute lediglich noch bei der historischen Restaurierung anzutreffen.

## Heutiges Tätigkeitsfeld
Neben dem eigentlichen Punzieren zur Herstellung handwerklicher Einzelstücke gehört die Reparatur und Restauration von Gegenständen mit punziertem Leder zum Tätigkeitsbereich. Dabei kommen beispielsweise auch handwerkliche Tätigkeiten des Möbelschreiners, Vergolders, Restaurators und Buchbinders zum Einsatz. So wird neben den kleinen Handpunzen zum Einbringen größerer Motive oft auch eine der Druckpresse ähnliche Vorrichtung genutzt.